# Hot Water (Level 42)
Hot Water is een nummer van de Britse band Level 42 uit 1984. Het is de eerste single van hun vijfde studioalbum True Colours.
Op "Hot Water" combineert Level 42 hun oude geluid met een nieuw geluid. De jazzfunk uit de beginjaren, wordt gecombineerd met new wave en synthpop. Met de blazers klinkt het nummer aan de ene kant vertrouwd voor de Level 42-fans van het eerste uur, terwijl de band aan de andere kant ook met de tijd meegaat door synthesizers te gebruiken. Het nummer werd een bescheiden hit in het Verenigd Koninkrijk, waar het het de 18e positie bereikte. In het Nederlandse taalgebied, waar Level 42 meer succes had dan elders op het Europese vasteland, was het succesvoller. De plaat bereikte de 3e positie in de Nederlandse Top 40, en de 5e in de Vlaamse Radio 2 Top 30.

## Tracklijst
- 7"

1. "Hot Water" - 3:38
2. "Standing in the Light" - 3:35